# María Esther Gilio
María Esther Gilio (Montevideo, 3 de junio de 1922 - Ib., 27 de agosto de 2011) fue una periodista, escritora, biógrafa y abogada uruguaya de destacada actuación en diarios de Uruguay y Argentina. Colaboró en publicaciones de Brasil, México, España, Francia, Italia, Chile y Venezuela.

## Biografía
Se recibió de abogado en 1957 y comenzó a trabajar como periodista en 1966, en el Semanario Marcha, añadiéndose luego Brecha, Revista Plural, Tiempo Argentino, Crisis, La Opinión, El País, La Nación, Clarín, Página/12, etc.
En 1970 publica el libro La guerrilla tupamara (1970) que reunió un conjunto de entrevistas realizadas a presos políticos del MLN-Tupamaros, en donde se denuncia por primera vez sistemáticamente la tortura en las cárceles uruguayas durante el gobierno de Pacheco Areco. Tales entrevistas habían visto la luz anteriormente en el semanario Marcha.
Produjo valiosas entrevistas a relevantes figuras de la cultura rioplatense e internacional como Jorge Luis Borges, Aníbal Troilo, Juan Carlos Onetti, Mario Vargas Llosa, Gonzalo Fonseca, José Saramago, Mario Benedetti, Vittorio Gassman, Augusto Roa Bastos, China Zorrilla, Adolfo Bioy Casares, José Donoso, Fernando Vallejo, Noam Chomsky, Abelardo Castillo, Luis Pérez Aguirre, Idea Vilariño, Isabel Sarli, Raúl Alfonsín, etc.
Estuvo exiliada en París en 1972, en Argentina entre 1973-1976 y 1978-85 y en Brasil entre 1976-78. Luego de sufrir un atentado de bomba en su casa decide partir al exilio. Uno de sus destinos fue Brasil (1976-1978) en donde estuvo detenida. Su acercamiento a grupos de izquierda de Uruguay como la defensa de varios presos políticos en su calidad de abogada, le valieron la persecución por parte de la represión. En su exilio en Buenos Aires, se vinculó con Wilson Ferreira Aldunate y Susana Sienra, que plasmó en su libro Diálogo con Wilson Ferreira Aldunate de 1984.
Sus entrevistas formaron parte de la biografía de Onetti: Construcción de la noche: La vida de Juan Carlos Onetti (Buenos Aires: Planeta, 1993). En 1993 se publicó Conversaciones con María Esther Gilio, y en el 2008 integró la nómina de Diálogos con la cultura uruguaya (ed. El País).

## Biografías
- Liliana Villanueva, “Lloverá siempre. Las vidas de María Esther Gilio” (Criatura Editora)
- Liliana Villanueva, “Maestros de la escritura” (Editorial Godot)

## Principales publicaciones
- 1968, Protagonistas y sobrevivientes (Arca)
- 1970, La guerrilla tupamara (Premio Casa de las Américas)
- 1973, Personas y personajes
- 1984, Diálogo con Wilson Ferreira Aldunate
- 1986, Emergentes, (Ediciones de la Flor)
- 1993, Construcción en la noche: la vida de Juan Carlos Onetti
- 1997, Terra da felicidade
- 2004, El cholo González, un cañero de Bella Unión
- 2005, Pepe Mujica: de Tupamaro a ministro,
- 2006, Aurelio el fotógrafo o la pasión de vivir,[7]
- 2009, Estás acá para creerme: la historia de mis entrevistas con Juan Carlos Onetti,  (Cal y canto)
- 2021, Cuando los que escuchan hablan: conversaciones con grandes psicoanalistas,  (Estuario)
- 2022, Bendita indiscreción: crónicas y grandes reportajes. Selección y prólogo de Carlos M. Domínguez, (Estuario)